# Aldo (vescovo)
Aldo (talvolta anche Aldone) (... – prima del 1122) è stato un vescovo cattolico italiano.

## Biografia
Originario di Rivergaro, non sono noti accadimenti della sua vita prima della nomina alla diocesi piacentina, che molto probabilmente fu voluta da papa Urbano II, che, di ritorno dalla Francia, proprio a Piacenza, già retta dal vescovo scismatico Vindricio, aveva tenuto il celebre concilio per la proclamazione della prima crociata. Il primo documento a noi noto, dove viene chiamato vescovo di Piacenza, si riferisce alla sua partecipazione al concilio svoltosi a Milano tra il 3 e il 7 aprile 1098 e presieduto da Anselmo IV da Bovisio, metropolita lombardo.
Il 13 settembre 1100 si unì con altri piacentini alla spedizione di soccorso alla prima crociata, sotto il comando di Anselmo IV da Bovisio. Dagli stessi documenti usati per dedurre la partenza del vescovo, si apprende che, per la partenza verso la Terra santa, aveva contratto un prestito di 7 libre lucchesi con il capitolo di Sant'Antonino, dando come pegno la terra di Brugneto presso Roncaglia. Si può ben ritenere che il vescovo fosse di ritorno verso il 1103, dato che la sua presenza è documentata in tale anno a Podenzano. Di ritorno dalla Terra Santa, portò una traduzione del racconto greco della Translatio dei santi martiri Cipriano e Giustina.
Nel 1106 accompagnò papa Pasquale II in Francia. Il 14 febbraio 1107 fece parte, assieme al pontefice, di un arbitrato tenuto a Langres tra il capitolo di Chaumonzey e l'abbazia di Remiremont; il 6 giugno successivo era con il pontefice a Sauvigny. Nell'ottobre seguente era di ritorno a Piacenza e consacrò la chiesa del monastero di San Savino.
Morì il 15 ottobre di un anno compreso tra il 1119 e il 1121 e il 10 febbraio 1122 il suo successore Arduino si era già insediato.